# تبديل المهام (علم النفس)
تبديل المهام أو  تغيير النظام، هو وظيفة تنفيذية تنطوي على القدرة على تحويل الانتباه دون وعي بين مهمة وأخرى. وعلى النقيض من ذلك، فإن التحول المعرفي هو وظيفة تنفيذية مشابهة للغاية، ولكنه ينطوي على تغيير واعي في الانتباه. هاتين الوظيفتين هي فئات فرعية من مفهوم المرونة الإدراكية الأوسع .
يسمح تبديل المهام للشخص بالتكيّف بسرعة وكفاءة مع المواقف المختلفة. تلاحظ عادة حالات العجز في تبديل المهام في المرضى الذين يعانون من مرض باركنسون، وفي أولئك الذين يعانون من طيف التوحد.

## مجموعة المهام
يتم تعريف مجموعة المهام على أنها نية فعالة لأداء مهمة، يتم إنجازها عن طريق تكوين الحالة العقلية للشخص (على سبيل المثال الاهتمام) لتكون متوافقة مع العمليات المحددة التي تتطلبها المهمة. تتضمن المهام التي تم استخدامها لتعريف مجموعات المهام هذه: تصنيف الأرقام أو الأحرف أو الرموز؛ تحديد الألوان أو الكلمات (على سبيل المثال، استخدام المنبهات تأثير ستروب)؛ أحكام الموقع؛ مهام الذاكرة الدلالية والعرضية. والمشاكل الحسابية.

## النظريات

### التحكم التنفيذي للمعالجة
تفترض هذه النظرية أنه بمجرد تنفيذ مجموعة المهام، فإنها تظل في حالة معينة من التنشيط حتى يتم تغييرها، مثل عندما يتم تقديم مهمة جديدة. وبالتالي، يرى المؤيدون أن تكاليف التبديل تنشأ من عملية تحكم تنفيذية داخلية، تعيد تشكيل النظام المعرفي لتنفيذ مجموعة المهام ذات الصلة لتغيرات المهام.